# Den er helt sikker
Den er helt sikker er en dansk dokumentarfilm, der er instrueret af Henning Ørnbak efter manuskript af Hans Edvard Teglers.

## Handling
Denne artikel mangler et handlingsreferat. Hjælp os med at skrive det.